# Harald Sæther
Harald Sæther (nació el día 9 de mayo de 1946), (muerto el día 29 de octubre de 2021) era un compositor noruego con un título (MA) de la Academia Grieg (2008). Es miembro de la Sociedad Noruega de Compositores y del Grupo Compositores de Música Nueva (NMK) donde fue presidente 2009 a 2011. 

## Biografía

### Educación
Sæther comenzó su carrera en los años sesenta como un músico autodidacta, primero con la guitarra y más tarde con el bajo eléctrico como instrumento principal. En 1963, junto con otros tres músicos formaron el primer grupo de rock and roll en Oppdal, Noruega The Spiritual Man Group. Este grupo se disolvió en 1966 y en 1967 él y otros cuatro músicos formaron la banda hard rock Hapax Legomenon que se disolvió en el verano de 1970.

En 1971 comenzó sus estudios musicales en el Conservatorio de Música Veitvet en Oslo con el violín como su instrumento principal. Después de tres años en esta institución continuó sus estudios hasta ser músico y profesor de música en el Conservatorio de Música de Trondheim en Trondheim hasta la primavera de 1977.

### Carrera
Después de 25 años como músico y profesor de música, en 2001, fue gravemente herido en un accidente de tráfico y tuvo que interrumpir su carrera músico. Esto lo llevó a la Academia Grieg en Bergen, donde obtuvo su licenciatura superior (MA) en composición en 2008, con Morten Pedersen Eide como supervisor.
Las composiciones de Sæther han sido interpretadas por la Oslo Sinfonietta, Oslo Soloists Ensemble en Oslo, FMKV (Military Brass Band Orchestra), Grieg Academy Sinfonietta en Bergen, Sinfonietta de Trondheim en Trondheim, Kristiansund Symphony en Kristiansund y varios grupos más pequeños y conjuntos, tanto en Oslo, Bergen, Stavanger y Kristiansund. En 2008 sus obras fueron representadas en ULTIMA Festival de Música Contemporánea de Oslo y en el trigésimo aniversario del Grupo de Compositores de Música Nueva, en 2010 en el  Numusic Festival en Stavanger y en 2011 al Borealis Festival en Bergen. 
Sæther es un compositor freelance a tiempo completo y sus obras editadas están depositadas en el MIC (Centro de Información Musical de Noruega).

## Catálogo de obras

### Orquesta
- Blomen på Dovrefjell (para soprano y orquesta) 1996, texto de Ola Setrom. Escrito para el centenario del autor.
- På Sygelejet (para soprano y orquesta) 1997/1998, texto de Henrik Wergeland.
- Når du vert gamal (para soprano y orquesta) 1997 1998, texto de Jacob Sande.
- Tableaux I, Images Cosmiques (para banda sinfónica) 2006. Escrito para la Military Brass Band en Bergen FMKV, Duración 3'45 ".

### Sinfonietta
- Tableaux II, Images l'Air (para sinfonietta) 2008. Escrito para el Oslo Sinfonietta en el trigésimo aniversario del NMK; duración 3'40".
- Resonance Magnetico di Scansione (para sinfonietta) 2010. Escrito para Cikada, comisionado por el NMK; duración 8'30".
- Palimpsest (para sinfonietta) 2011. Escrito para el Festival de Borealis en Bergen Bit20, comisionado por el NMK; duración ca. 4'00".

### Cantos
- 2000 song (para coro infantil y banda de rock) 1999. Texto por Astrid Volden y comisionado por Oppdal Musikkråd para conmemorar el milenio.
- Bøn frå Jord (para coro mixto) 2003/07. Texto y melodía de Arne Hagen; duración 3'20".
- Reise i verk (para soprano y piano) 2005/06. Ciclo de canciones con textos de Margunn Hageberg; duración ca. 30'.
- Frie tanker(para guitarra clásica y soprano) 2006. Ciclo de canciones con poemas de Irene Paulsen; duración ca. 22'.
- Obstupescit venti Cinque (para barítono y fagot) 2007. Cantata a las palabras de Nanni Cagnone, Italia; duración 16'40".
- A ' in altre parole B (para tres cuartetos vocales) 2010, sobre texto de Nanni Cagnone. Escrito para el Oslo Soloist Ensemble y comisionado por el NMK; duración 11'40".

### Pequeños ensambles / Obras para Solista
- Brass Quintet, tres movimientos, 2005; duración 21'40".
- Guerre Extreme ciclo de canciones con textos de Esther Tellermann, Francia (soprano, trompeta, guitarra y piano) 2006; duración ca. 13'.
- Fanfaria (Fanfarria para cuatro trompetas). Escrito para la inauguración de la Casa de la Cultura de Oppdal el 17 de marzo de 2007; duración ca. 3'30".
- Das Mädchen oder Der Tod por el Lied Der Tod und Das Mädchen Franz Schubert (para soprano, bajo, violín, mandolina y la tuba) 2007; duración ca. 12'.
- Eight bats, ocho miniaturas para contrabajo solista 2007. Escrito para la contrabajista polaca Natalia Radzik; duración ca. 12'.
- Index vacuus (para bandoneón, soprano, percusión y clarinete bajo), ciclo de canciones con textos de Nanni Cagnone; duración ca. 19'30". Escrito para el bandoneonísta Kåre Simonsen.
- Waves (para bandoneón, percusión y clarinete bajo); duración ca. 15'. Escrito para el bandoneonísta Kåre Simonsen.
- Pastorale (para marimba y cinta) 2008. Escrito para el Ultima Festival en Oslo para Wendy Greenberg (Australia). Comisionado por NMK; duración 8'15".
- Jimi Hendrix in memoriam (para viola y cinta) 2008. Escrito para el violinista serbio Rastko Popovic; duración 3'35".
- Tableaux III, Images l'Eau (para clavecín, guitarra eléctrica y cinta) 2010. Escrito en ocasión del festival NuMusic en Stavanger para Jane Chapman y comisionado por NMK; duración 5'40".